# Góry Trascău

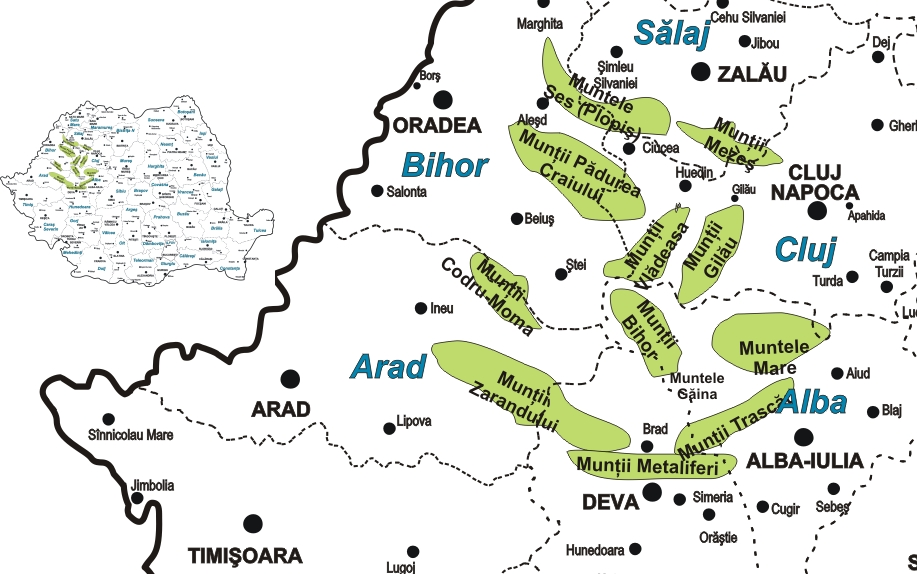
Główne pasma Gór Zachodniorumuńskich

Góry Trascău (542.23; rum. Munții Trascău, Munții Trascăului) – pasmo górskie w Rumunii, w Siedmiogrodzie). Należą do łańcucha Gór Maruszy w Górach Zachodniorumuńskich.
Góry Trascău leżą na południowo-wschodnim skraju Gór Zachodniorumuńskich. Północna granica pasma biegnie doliną rzeki Arieș, dzielącą te góry od Masywu Bihorskiego. Na północno-wschodnim skraju pasma, na północ od rzeki Arieș, między grzbietami opadającymi z gór Gilău znajduje się kraina wapiennych wąwozów opadających na Równinę Transylwańską. Od strony wschodniej góry Trascău graniczą z Doliną Środkowej Maruszy. Na południu dolina rzeki Ampoi dzieli je od Rudaw Siedmiogrodzkich, a na zachodzie przełęcz Arsurilor i dolina Abrud – od Masywu Biharu.
Morfologicznie góry Trascău dzielą się na dwa równoległe grzbiety, rozdzielone kotliną Mogoș, którą przepływa rzeka Teiuș. Najwyższym szczytem północnego grzbietu jest Poienița (1437 m n.p.m.), zaś południowego – Dâmbău (1370 m n.p.m.). Innym znanym szczytem, w północnej części południowego pasma, jest Piatra Secuiului (węg. Szekelykö – „Seklerski Kamień”, 1128 m n.p.m.).
Góry Trascău zbudowane są z fliszu, wapieni, zlepieńców wapiennych oraz w niewielkim stopniu ze skał wulkanicznych. Charakterystycznymi cecha gór Trascău są krasowe wąwozy: Cheile Turzii (o 200–300-metrowych wapiennych ścianach), Ocoliș, Pociovăliștea oraz Râmețului. Znajduje się tu też jedyne rumuńskie jezioro krasowe: Lacul Ighiel.